# Skulpturenhaus Hortensia

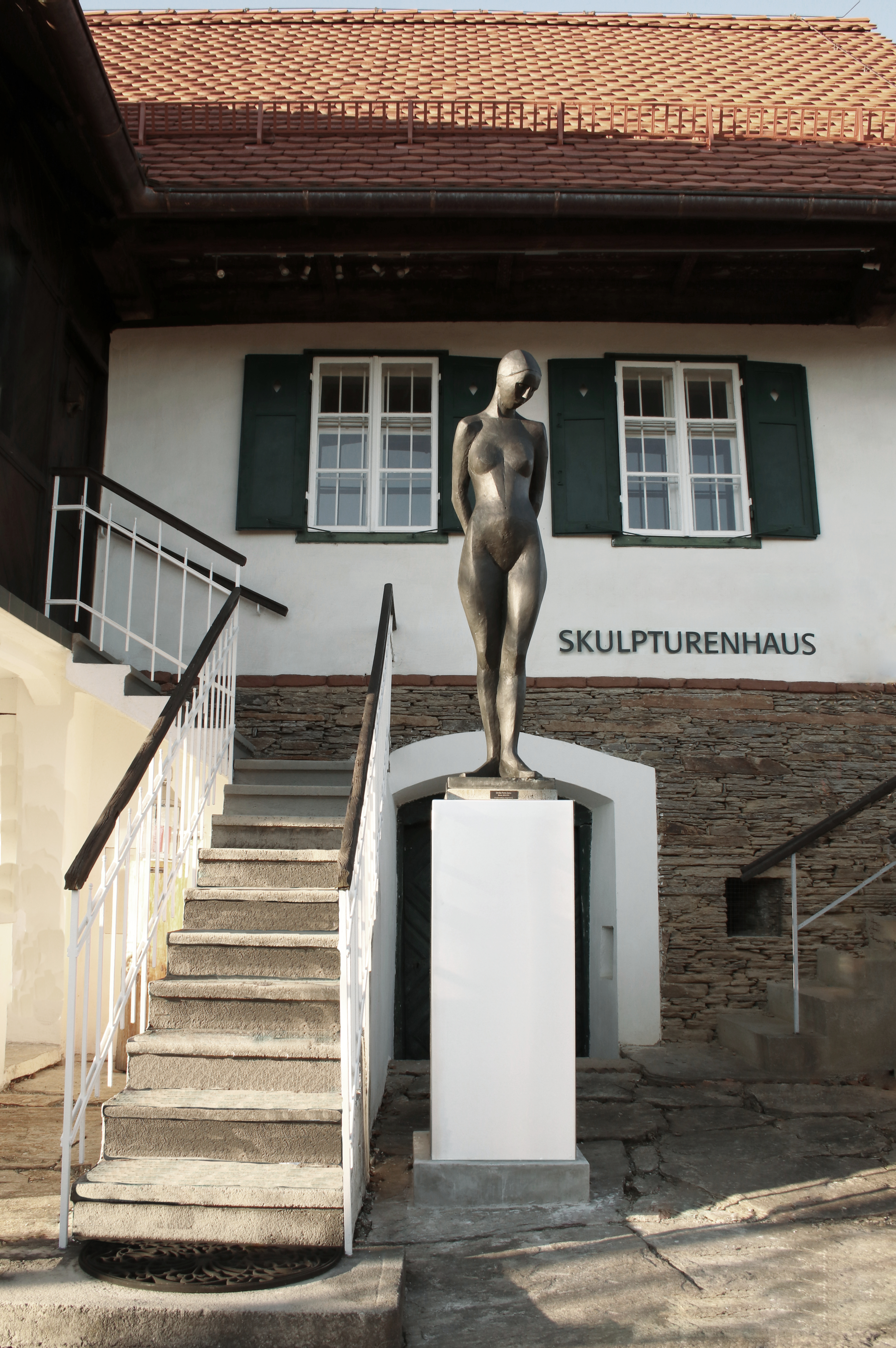
Skulpturenhaus Hortensia Eingangsbereich mit Skulptur „Grosse Form Daria“

Das Skulpturenhaus Hortensia ist ein steirisches Winzerhaus aus dem Jahr 1795, das in Bad Gams, Weststeiermark steht. Es beherbergt seit der Ausstellungseröffnung am 2. Mai 2015 die Skulpturen der Bildhauerin Hortensia und kann nach Voranmeldung ganzjährig besucht werden.

## Das Haus
Das Haus wurde im Jahr 2014 von der Bildhauerin Hortensia Fussy erworben und revitalisiert. Das Errichtungsjahr 1795 ist am Haupttram eingeschnitzt. Das Haus besitzt unter anderem einen Raum mit Stuckdecke (das „Stuckzimmer“), einen Raum mit altem Trambaum, darauf eine geschnitzte Blume des Lebens („Tramzimmer“) sowie viele geschnitzte, teils bemalte Ornamente an den außen liegenden Trambäumen. 2018 wurde das Haus unter Verwendung des ursprünglichen Biberschwanz-Dachziegels neu gedeckt.

## Außenbereich
Der Außenbereich wird dominiert durch die Skulptur „Große Form Daria“ auf einem 140 cm hohen Sockel beim Eingang. Im Park rund um das Skulpturenhaus finden sich spannende Aufstellungsflächen für einzelne Skulpturen, unter anderem ein Bronzeguss der Skulptur Hommage à Courbet, dessen Original aus rumänischem Kalkstein vor dem Rathaus in Deutschlandsberg aufgestellt ist sowie die Skulptur „Große Einsamkeit“.

## Skulpturen
Die Bildhauerin Hortensia, letzte Schülerin von Fritz Wotruba, zeigt im Inneren des Hauses ihre Skulpturen aus allen Schaffensperioden. „Ein besonderes Haus – der Kristallisationspunkt des künstlerischen Schaffens von Hortensia in der Steiermark. In Bezeichnung und Funktion besitzt es somit ein landesweites Alleinstellungsmerkmal. Und mehr noch: Ein typisches Haus der Region ist so Teil einer Oase der Kunst geworden, in der sich drei Funktionalitäten „Leben“, „Schaffen“ und „Zeigen“ entfalten.“ „Es ist kein Haus bloß, nein, es ist ein Tempel, ein Kraftplatz, ein Ort des Schauens und Sehens, des Verweilens und Innehaltens, des Erkennens und Staunens. Da spricht etwas, spricht jemand zu uns, spricht die Künstlerin von Schönheit, von Kunst, vom Menschen, spricht zu uns von Dingen, die anders nicht auszudrücken sind, spricht zu uns in der Muttersprache des Menschengeschlechts.“

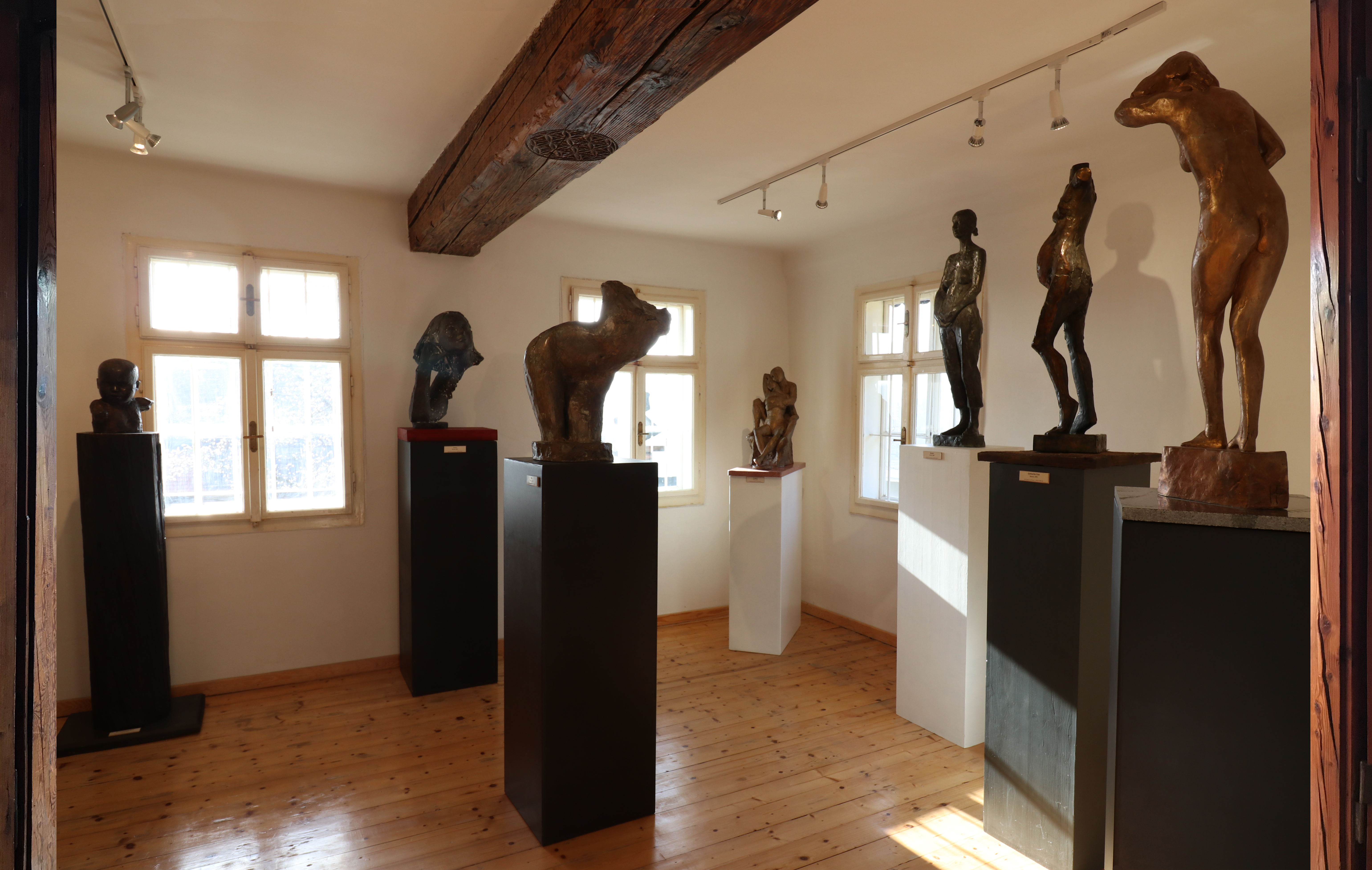
Tramzimmer im Skulpturenhaus Hortensia
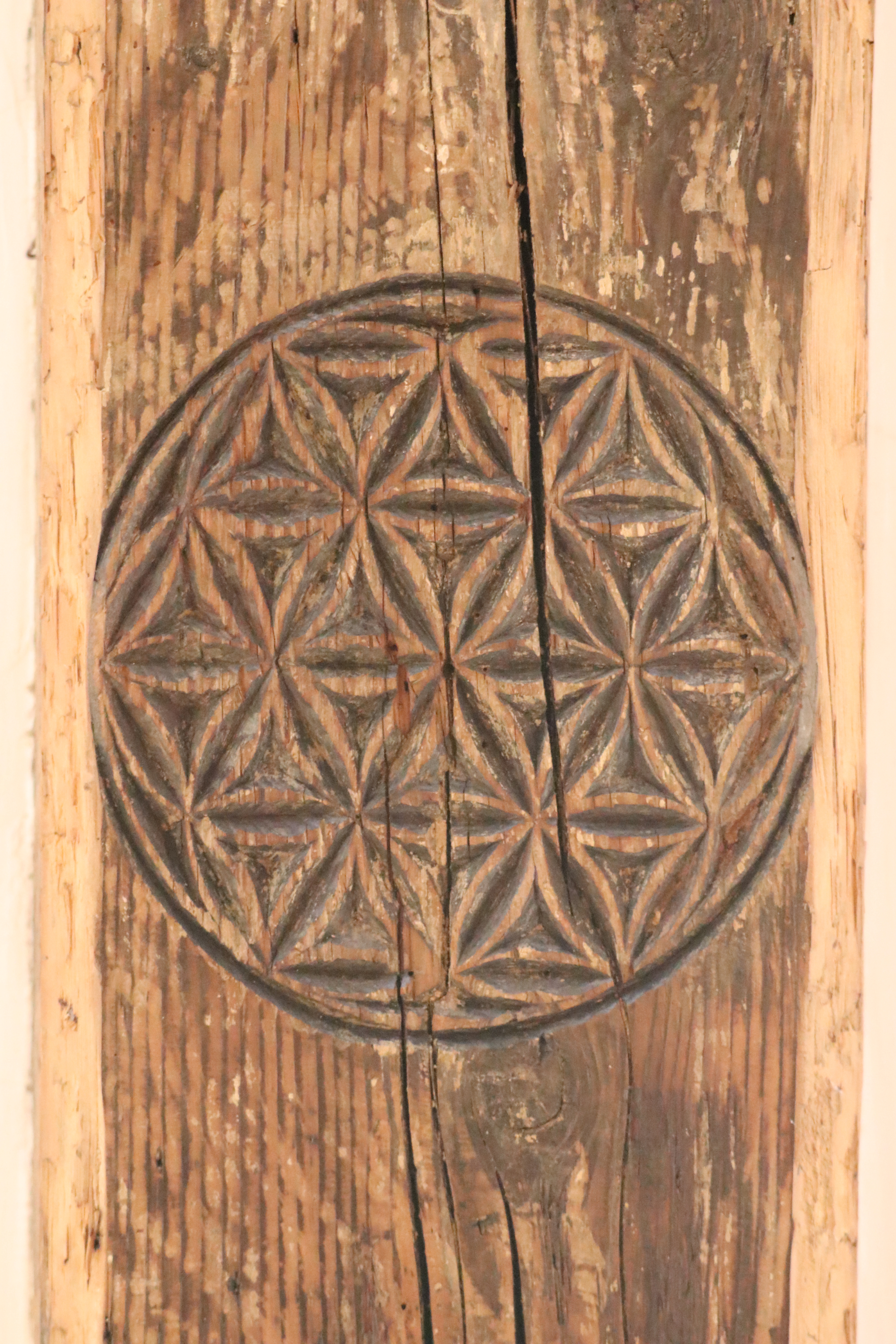
Blume des Lebens im Tramzimmer
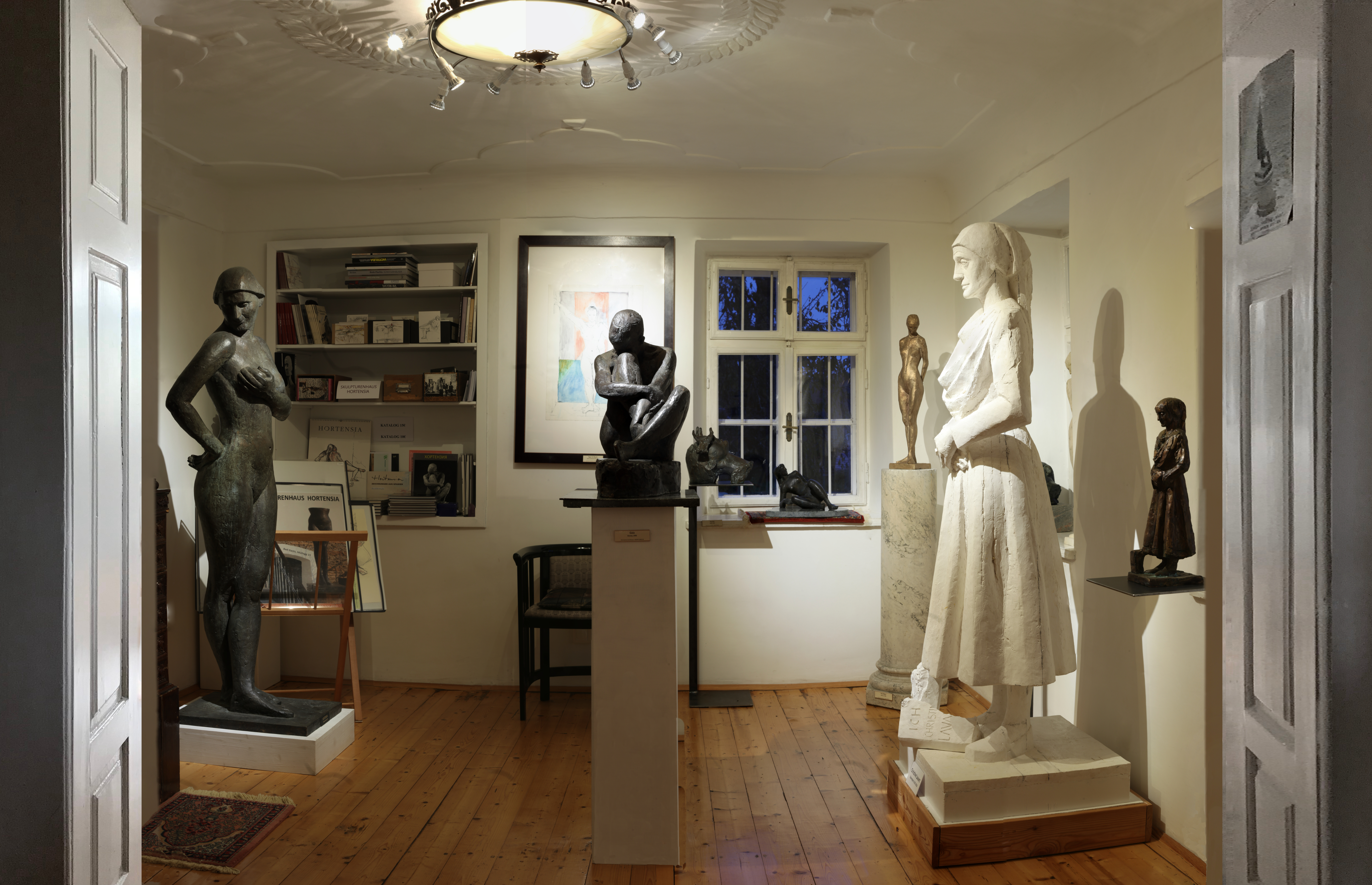
Stuckzimmer
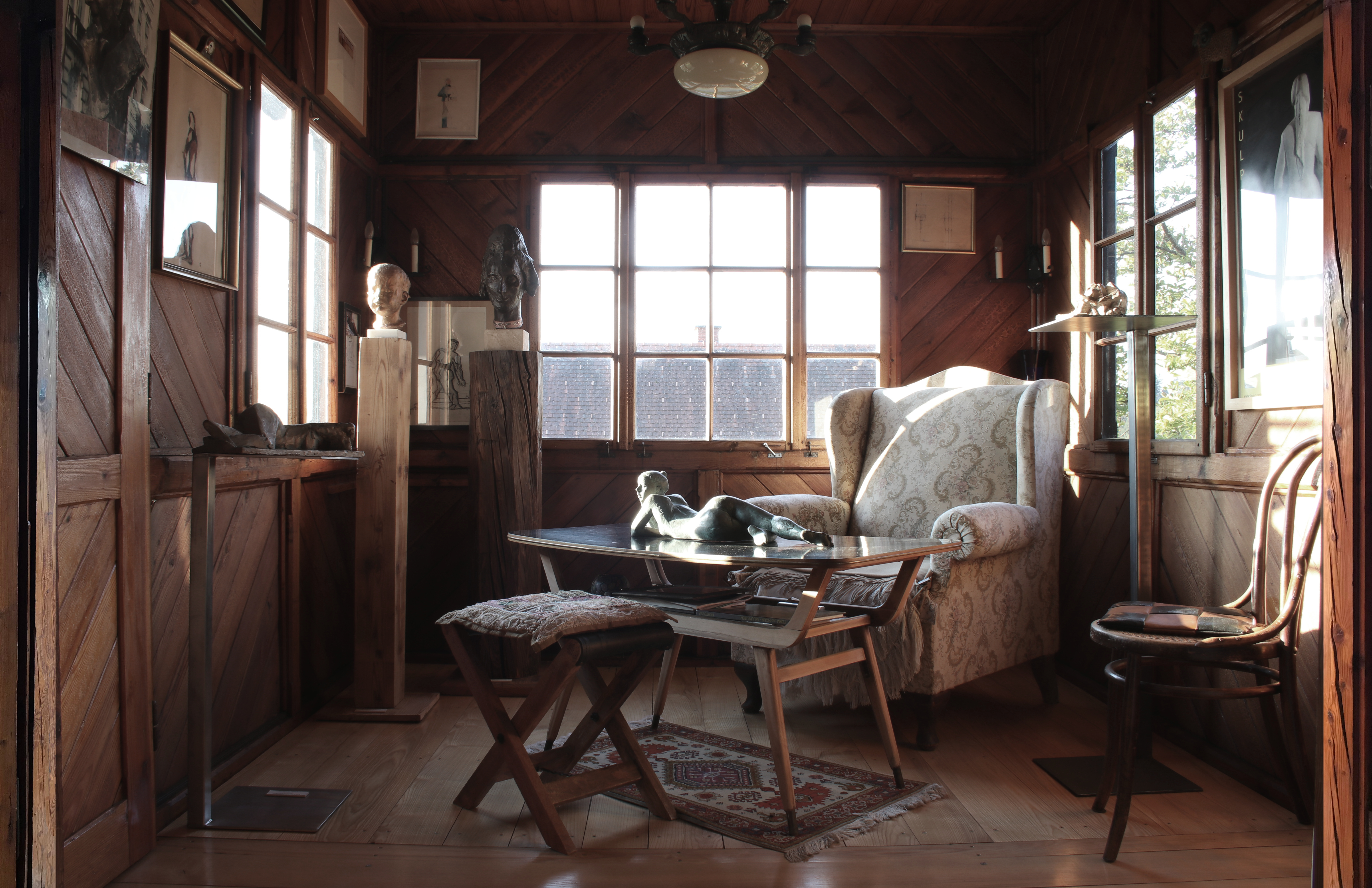
Veranda
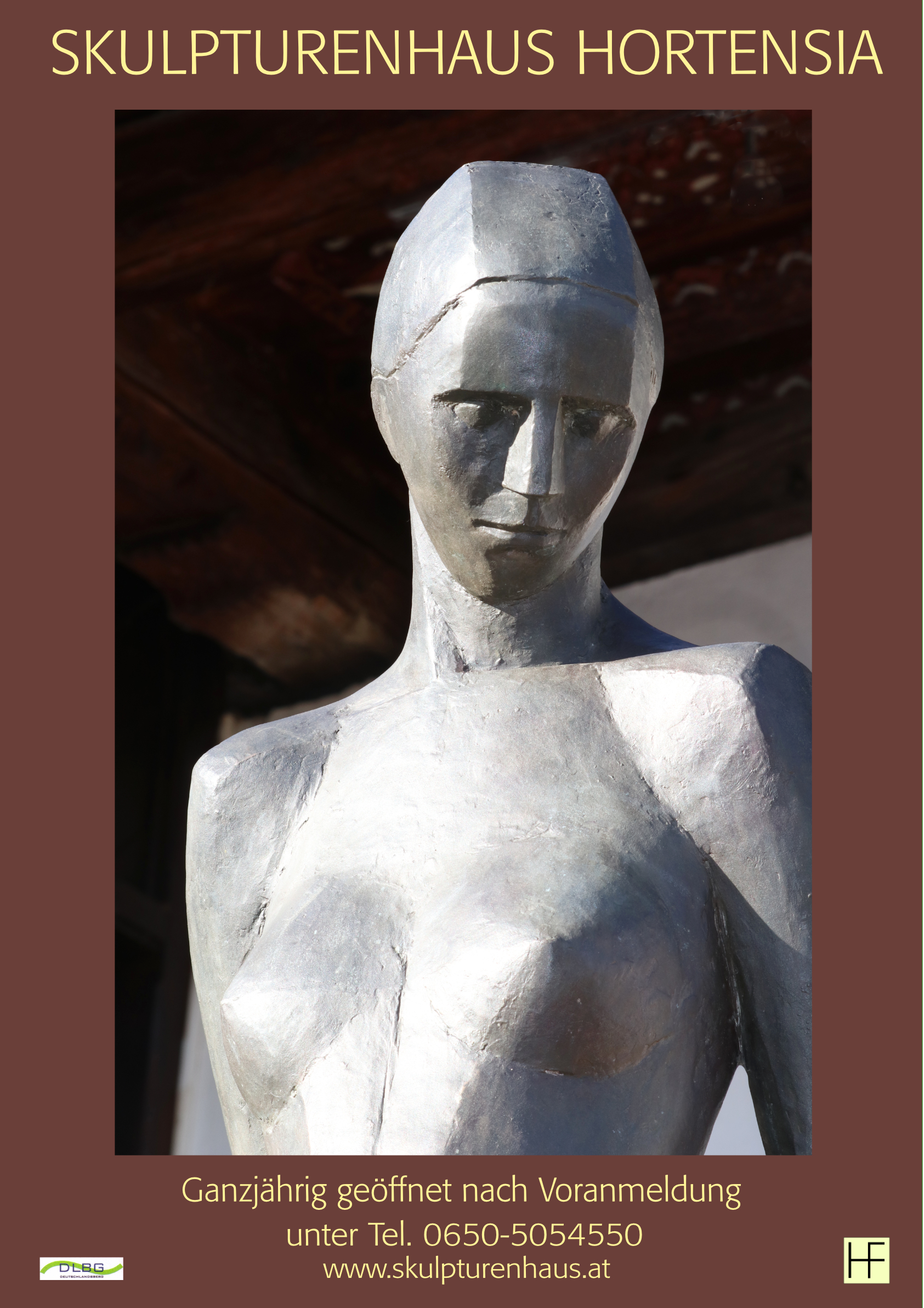
Plakat Große Form Daria

## Veranstaltungen
Von 2015 bis 2020 führte das Skulpturenhaus einmal pro Jahr eine „Jahresfeier“ durch, wie zum Beispiel die Zweijahresfeier unter dem Titel „Feier der großen Bronzeskulptur“ anlässlich der Fertigstellung des Denkmales der Dichterin Christine Lavant. Die Jahresfeier ist 2021 bedingt durch die Covid-19-Pandemie entfallen.